# Moda hip hop

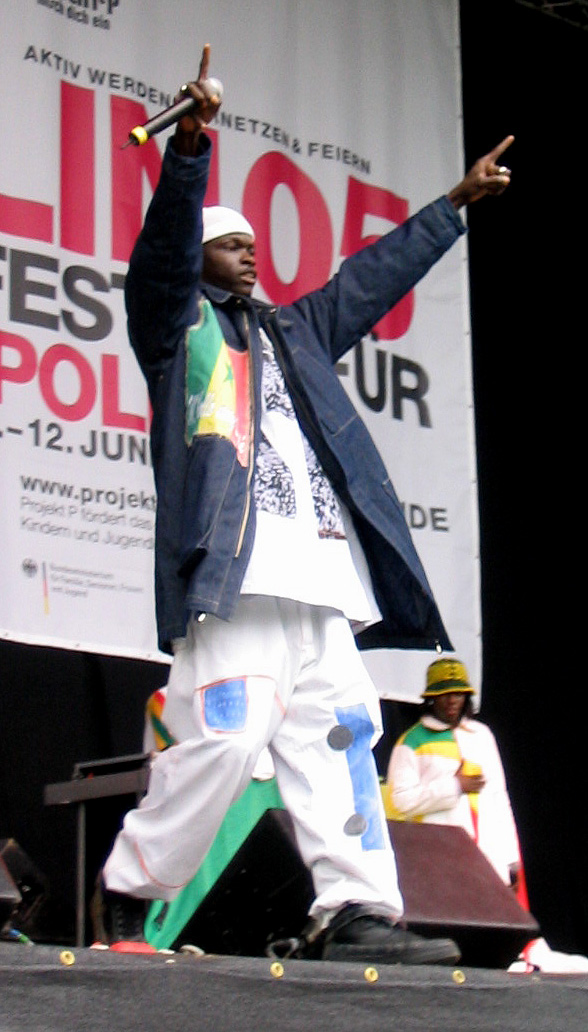
Faada Freddy dei Daara J con abiti hip hop

Nella moda, l'hip hop è lo stile di abbigliamento che caratterizza l'omonima subcultura. Sebbene abbia subito delle evoluzioni nel corso degli anni, la moda hip hop presenta alcune generalità, quali i vestiti larghissimi, spesso fuori misura, i berretti in lana o con visiera, le scarpe sportive, a volte slacciate e accessori dorati o vistosi. Le connotazioni stradaiole della moda hip hop la rendono, inevitabilmente, correlabile alla street fashion.

## Storia
La moda hip hop nacque nei ghetti afroamericani di New York durante gli anni settanta, in concomitanza con le altre quattro espressioni che caratterizzano il fenomeno: i graffiti, il rap, la breakdance e il DJing. Nel corso degli anni, lo stile ha subito molti cambiamenti. Dai pantaloni a zampa di elefante di fine anni settanta derivati dalla moda disco, (portati, ad esempio, dai Sugarhill Gang) e l'estetica più punk con pantaloni in cuoio e tute strappate che caratterizzò gli inizi degli anni ottanta, si passò alle tute, le t-shirt e i pantaloni abbondanti: una scelta nata dal bisogno di facilitare i movimenti dei ballerini di breakdance. Anche le donne maturarono un loro codice di vestiario, inizialmente caratterizzato da leggings e giacchette in pelle (come confermano ad esempio le J. J. Fad e le Salt-N-Pepa). Gli appartenenti alla scena gangsta rap dei primi anni novanta indossavano magliette bianche o a quadri abbinate a pantaloni Dickies e scarpe Converse Chuck Taylor; nello stesso periodo, la scena alternative hip hop, rappresentata dai Native Tongues, si distinse per uno stile vivace che attingeva dallo stile dei figli dei fiori e dal rastafarianesimo. Durante la metà del decennio, quando il rap aveva assunto connotati sociopolitici, la moda hip hop si appropriò dei pantaloni cargo, le cui ampie tasche potevano contenere oggetti di vario tipo e armi. Agli inizi del nuovo millennio, la moda rap si caratterizzava per i pantaloni con cinturone tenuto larghissimo, in modo da rendere visibili le mutande; durante la metà del decennio erano diffusi i pantaloni skinny ripresi dalla subcultura hipster.

## Impatto culturale
La moda hip hop ha ispirato l'estetica di marchi e aziende anche di alta moda: tra coloro che ne hanno seguito le orme vi sono Tommy Hilfiger, Karl Lagerfeld, Gucci, Ralph Lauren, Cross Colours, Karl Kani, FUBU, Pelle Pelle, Avirex, Rocawear, J. Lo Inc., Ecko Red e Mecca. Vi sono artisti non rap che, in alcune occasioni, si sono ispirati ad essa come, ad esempio, il Michael Jackson del videoclip Bad, Mariah Carey e Gwen Stefani. Alla moda hip hop sono state dedicati dei libri e delle rassegne nei musei.